# Villeferry
Villeferry település Franciaországban, Côte-d’Or megyében. Lakosainak száma 23 fő (2022. január 1.). Villeferry Brain, Arnay-sous-Vitteaux, Dampierre-en-Montagne és La Roche-Vanneau községekkel határos.

## Népesség
A település népessége az elmúlt években az alábbi módon változott:
| Lakosok száma | 63   | 49   | 35   | 29   | 31   | 30   | 30   | 26   | 24   | 23   |
|               | 1968 | 1982 | 1990 | 2006 | 2013 | 2015 | 2017 | 2019 | 2020 | 2022 |